# Алекса Спасић
Алекса Спасић (Смедерево, 1831 — Београд, 25. октобар 1920) био је српски економиста и министар.

## Биографија
Био је министар финансија од 1883. до 1884, заступник министра народне привреде, први гувернер Народне банке Србије (1884), директор Управе фондова, члан Српског ученог друштва и почасни члан Српске краљевске академије.
Као млади службеник у српским посланствима на страни, научио је финансијску технику и преносио знања у Србију. Писао врло много у деценији 1867—1876. године. Припадао је школи класичне економије (поштовалац Џ. С. Мила и Адама Смита), изразити либерал. Подвлачио важност добрих установа за благостање народа (уставности, слободе, заштите имања, слободних политичких институција, демократије), затим штедње и умерених пореза. Критичар деспотизма.

## Дела
- 1867. Државе и финансије
- 1868. Установе и народно благо
- 1870. Банке и банкари
- 1871. Финансије и народи
- 1874. Финансије општинске у Француској и Енглеској
- 1875—6. Најважнија питања из политичке економије